# Антонио да Сангало Стари
Антонио да Сангало Стари (на италиански: Antonio da Sangallo il Vecchio, роден Antonio Giamberti; * ок. 1455 във Флоренция; † 27 декември 1534 също там) е италиански архитект и строител на крепости от 15 – 16 век по времето на ренесанса.
Антонио да Сангало произлиза от прочутата фамилия от архитекти Да Сангало. Той е син на архитект Франческо Гиамберти (1405 – 1480), който служи на Козимо Медичи. Той работи често с брат си Джулиано да Сангало.
Антонио е чичо на Антонио да Сангало Млади (1484 – 1546). Той построява в Монтепулчано от 1518 до 1540 г. църквата Мадона ди Сан Биаджио., палатите Червини и Белармини, палатът на кардинала от Санта Праседе и няколко църкви в Сан Савино, до 1517 г. църквата Сантисима Анунциата в Арецо и цитаделата в Чивита Кастелана.